# Arrondissement de Beuthen-Tarnowitz
L'arrondissement de Beuthen-Tarnowitz est un arrondissement prussien de Haute-Silésie de 1927 à 1945. L'ancien arrondissement appartient désormais à la voïvodie polonaise de Silésie .

## Histoire
À la suite de la Première Guerre mondiale, une grande partie des deux arrondissements de Haute-Silésie de Beuthen et Tarnowitz est cédée à la Pologne en 1922.
Les restes des deux arrondissements restés en Allemagne existent initialement en tant qu'arrondissements séparés jusqu'à ce qu'ils soient dissous le 1er janvier 1927 et fusionnent pour former l'arrondissement de Beuthen-Tarnowitz. La commune et le district de domaine de Roßberg (de) de l'arrondissement dissous de Beuthen sont intégrés dans l'arrondissement urbain de Beuthen. Le bureau du nouveau arrondissement se trouve à Beuthen.
Le 30 septembre 1929, conformément à l'évolution du reste de la Prusse, une réforme territoriale a lieu dans l'arrondissement de Beuthen-Tarnowitz, au cours de laquelle tous les districts de domaine sont dissous et attribués aux communes voisines. Le 1er avril 1938, les provinces prussiennes de Basse-Silésie et de Haute-Silésie sont fusionnées pour former la nouvelle province de Silésie.
Après l'attaque allemande du 26 novembre 1939, le powiat polonais de Tarnowskie Góry devient, sous le nom d'arrondissement de Tarnowitz, une partie du nouveau district nouvellement formé de Kattowitz dans la province de Silésie. Après que l'arrondissement de Beuthen-Tarnowitz ait été reclassé du district d'Oppeln au district de Kattowitz, les deux arrondissements sont administrés uniformément à partir de Tarnowitz. Le 18 janvier 1941, la province de Silésie est dissoute. La nouvelle province de Haute-Silésie est formée à partir des anciens districts de Kattowitz et d'Oppeln. Le 1er juin 1941, les deux arrondissements de Beuthen-Tarnowitz et Tarnowitz sont formellement réunis pour former le nouveau arrondissement de Beuthen-Tarnowitz avec le siège de l'administrateur d'arrondissement à Tarnowitz. Au printemps 1945, le territoire de l'arrondissement est occupé par l'Armée rouge et appartient depuis lors entièrement à la Pologne.

## Évolution de la démographie
| Année | Habitants | Source |
| ----- | --------- | ------ |
| 1933  | 91 019    | [ 6 ]  |
| 1939  | 94 227    | [ 6 ]  |

Lors du recensement de 1939, 94 % des habitants sont catholiques et 5 % protestants

## Administrateurs de l'arrondissement
- 1927–193300Kurt Urbanek (de)
- 19330000000Peter Seger
- 1934–193700Hans Deloch (de)
- 1938–194500Walrab von Wangenheim (de)

## Communes
En 1927, les communes suivantes appartenaient à l'arrondissement de Beuthen-Tarnowitz,:
- Bobrek (de)
- Broslawitz
- Friedrichswille
- Groß Wilkowitz
- Karf (de)
- Kempczowitz
- Larischhof
- Miechowitz (de)
- Miedar
- Mikultschütz
- Pilzendorf
- Ptakowitz
- Rokittnitz
- Schomberg (de)
- Stollarzowitz
- Wieschowa

Incorporations jusqu'en 1936
- Bobrek et Karf fusionnent le 1er avril 1928 pour former la commune de Bobrek-Karf (de).
- Broslawitz et Ptakowitz fusionnent pour former la commune Dramatal le 1er octobre 1936.
- Kempczowitz est incorporé à Broslawitz le 30 septembre 1928.
- Groß Wilkowitz et Miedar sont incorporés à Larischhof le 1er octobre 1936.

## Changements de noms de lieux
Dans les années 1935/1936, plusieurs noms de lieux sont germanisés dans l'arrondissement de Beuthen-Tarnowitz. Il s'agit d'adaptations phonétiques, de traductions ou d'inventions libres,
- Miechowitz → Mechtal
- Mikultschütz → Klausberg
- Rokittnitz → Martinau
- Stollarzowitz → Stillersfeld
- Wieschowa → Randsdorf

Jusqu'à la fin de la guerre, il n'y a pas d'attribution définitive de noms de lieux purement allemands dans la partie orientale de l'arrondissement, qui est polonaise jusqu'en 1939. Mais tout cela est déjà préparé dans les moindres détails. Il s’agit d’« améliorations » des noms de 1918 qui sont provisoirement valables depuis 1939, par exemple :
- Boruschowitz → Waldborn
- Brzesowitz-Kamin → Steinruppertsdorf
- Groß Dombrowka → Frankenrode
- Groß Zyglin → Zügeln
- Klein Zyglin → Zügelwalde
- Mikoleska → Hohenforst
- Oppatowitz → Kraftfelde
- Pniowitz → Stockwalde